# Élisabeth Coppée
Pour les articles homonymes, voir Coppée.
La baronne Élisabeth Coppée (également nommée Betty Coppée ou le Hodey), née à Etterbeek (Bruxelles) le 22 janvier 1920 et morte à Fourdrain (Aisne) le 27 juillet 2013, est une femme d'affaires belge active dans l'industrie notamment au sein du Groupe Coppée et dans les médias ainsi qu'une femme politique du Parti Social Chrétien (PSC).

## Biographie
Élisabeth Emma Ludmilla Marie Josèphe Ghislaine Coppée, née à Etterbeek le 22 janvier 1920, est issue d'une grande dynastie d'industriels belges. Elle est la fille d'Évence-Dieudonné Coppée III et de Marguerite de Woot de Trixhe et la sœur d'Évence-Arnold  Dieudonné Coppée, industriel et homme d'affaires belge. Le 12 juillet 1943, elle épouse à Watermael-Boitsfort Philippe le Hodey, avocat, député belge et européen, sénateur belge de tendance catholique et industriel dans la sidérurgie. Elle donne naissance à huit enfants dont François le Hodey, homme d'affaires et dirigeant de presse belge.
Elle passe toute son enfance et sa jeunesse à Ochamps et au château de Roumont. De tradition catholique, Betty Coppée s'est pendant longtemps impliquée dans l'animation du mouvement des guides catholiques de Belgique comme commissaire générale et plus tard comme présidente du conseil d'administration.
Au décès de son mari en 1966, elle s'investit dans plusieurs conseils d'administration au sein du Groupe Coppée, à la Banque Bruxelles-Lambert et dans le groupe cimentier français Lafarge. Elle s'implique également en politique au sein du Parti Social Chrétien. À partir de 1984, ses enfants poursuivent ses activités industrielles et dans le secteur des médias.
En 1974, Élisabeth Coppée fonde le mouvement des femmes au sein du PSC. Elle est également vice-présidente de l'association mondiale des femmes démocrates chrétiennes et administratrice de la RTBF.
Elle décède au château de Fourdrain le 27 juillet 2013 et est inhumée dans le cimetière d'Ochamps.

## Distinction
- En 2007, le roi Albert II lui confère le titre de baronne.